# Seznam proboštů Metropolitní kapituly u sv. Víta v Praze
Toto je seznam nejvyšších představitelů Metropolitní kapituly u sv. Víta v Praze, jimiž byli probošti. Pražská kapitula byla ustavena jako první v zemi roku 971 pro organizaci pražského biskupství, založeného roku 973 a k jeho další správě. Byl to sbor kněží biskupského kostela sv. Víta, Václava a Vojtěcha na Pražském hradě, bydlících zpravidla v proboštském domě u kostela, později v (arci)biskupském paláci.
Od konce 10. století kapitula měla pevnou hierarchii úřadů, stejně jako ostatní kapituly, vznikající v českých zemích od 11. století (Vyšehradská, Staroboleslavská, ad.). V čele pražské kapituly stál jeden probošt, pod ním jeden děkan a sbor kanovníků. V dalších funkcích sloužili generální vikář, oficiál, arcijáhen, vikář, kustos, či scholastik. Se vznikem pražského arcibiskupství v roce 1344 byla tato kapitula povýšena na metropolitní, a tak i názvem odlišena od ostatních českých kapitul.
Proboštský úřad býval někdy předstupněm ke jmenování do nejvyšší církevní funkce v Čechách – úřadu pražského biskupa (viz například Pelhřim, Tobiáš z Bechyně) a později pražského arcibiskupa (viz například Jan Očko z Vlašimi) nebo na Moravě. Některé pražské probošty nacházíme ve funkci probošta, děkana či kanovníka vyšehradského, staroboleslavského, litomyšlského, brněnského, olomouckého, vratislavského, míšeňského či jiných kapitul.

## Probošti pražské kapituly
- Viliko (cca 989–⁠995)
- Marek (1068)
- Otto (1140)
- Jurata (1140–⁠1142)
- Daniel (1146–⁠1148)
- Jindřich (1148–⁠1159)
- Oldřich (1159–⁠1172)
- Martin (1174–⁠⁠⁠1180)
- Pelhřim (1180–⁠1182)
- Kuno (1184)
- Heřman (1184–⁠1192)
- Florián (1194–⁠1197)
- Křišťan (1204–1208)
- Ondřej (1208–⁠1215)
- Eppo (1216–⁠1240)
- Tobiáš z Benešova alias Tobiáš z Bechyně (1241–1260)
- Jakub (1262–⁠1267)
- Tobiáš z Bechyně (1275–⁠1278)
- Bohuslav (1279–⁠1283)
- Oldřich (1285–⁠1305)
- Petr Angelův z Pontecorvo (1305–⁠1311)
- Hynek Berka z Dubé (1320–⁠1327)
- Držislav (1327–⁠1338)
- Předbor (1341)
- Jindřich z Gorzu (1341–⁠1348)
- Mikuláš Lučkův z Brna (1348–⁠1350)
- Quido z Boloně (1350–⁠1367)
- Přemysl ? (1355)
- Jan Očko z Vlašimi (1371–⁠1380)
- Petr z Janovic (1380–⁠1392?)
- Beneš Ulrychův z Chobolice (1392–⁠1395?)
- Jiří Purkardův z Janovic (1395–⁠1421)
- Pavel z Miličína a Talmberka (1431–⁠1435)
- Mikuláš Jindřichův z Prahy (1437)
- Jan z Lopřetic (1446)
- Alexandr z Házmburka (1446)
- Řehoř/Jiří Tomášův z Prahy (1446–⁠1450)
- Vilém z Házmburka ? (1453)
- Jošt II. z Rožmberka (1454–⁠1467)
- Hanuš II. z Kolovrat (1468–⁠1483), probošt a administrátor arcibiskupství
- Pavel Štěpánův, řečený Pouček, z Talmberka (1484–⁠1498), administrátor arcibiskupství (†1498)
- Jan z Vartenberka (1499–⁠1508)
- Arnošt ze Šlejnic (1508–⁠1548)
- Jindřich Scribonius, řečený Píšek z Horšova Týna, kanovník 1536, probošt 1549, administrátor arcibiskupství 1556–⁠1561
- Petr de Linda, kanovník 1558, děkan 1561, probošt 1586, †1592
- Valentin Czikan z Rottenštejna (1592–1593)
- Jiří Barthold Pontanus z Breitenberka, probošt 1594–1616
- Šimon Brož Horštejnský z Horšovského Týna probošt 1614–1642, pomocný biskup pražský
- Eliáš Kolbius z Kolumberka (1642–1646)
- Jan František Rasch z Aschenfeldu (1646–1666)
- Václav František Celestin z Blumenberka (1666–1674)
- Jan Ignác Dlouhoveský z Dlouhé Vsi (1674–1701)
- Daniel Josef Mayer z Mayern (1701–1731)
- Karel Dominik Řečický (1732–1734)
- Zdeněk Jiří Chřepický z Modlíškovic (1734–1755)
- Antonín Petr Příchovský z Příchovic (1755–1766)
- Jan Michael Hertsch z Hertzenfeldu (1766–1768)
- František Kazimír Strachovský ze Strachovic (1768–1786)
- Jan Nepomuk František X. John (1786)
- Josef Jan Horák (1786–1789)
- Josef Jan Nepomuk Kwis (1789–1790)
- Erasmus Dionýsius Krieger (1790–1792)
- Václav Vojtěch Herites (1793–1822)
- Karel František Fischer (1833)
- František Paula Pöllner (1837–1848)
- Václav Vilém Václavíček (1848–1862)
- Mikuláš Tomek (1863–1871)
- Adolf Würfel (1871–1891)
- Eduard Tersch (1891–1898)
- Antonín Hora (1898–1906)
- František Krásl (1906–1907)
- Wenzel Frind (1907–1933)
- Antonius Franz (1933–1953; roku 1945 „odsunut“ do Německa)
- Antonín Eltschkner (1955–1961)
- Antonín Stehlík (1965–1972)
- František Vaněk (1978–1986)
- Jan Lebeda (1987–1991)
- Jaroslav Škarvada (1993–2001)
- Václav Malý (od 2002)